# Литвинов Анатолій Васильович
Анатолій Васильович Литвинов (3 листопада 1937, Харків, СРСР — 26 липня 2012, Київ, Україна) — український майстер художнього слова, Народний артист України (1991), артист Асоціації діячів естрадного мистецтва України.
Освіта середньо-спеціальна, закінчив Республіканську студію естрадно-циркового мистецтва (1963).
- 1963–1986 — працював в «Укрконцерті»,
- з 1986 — в «Київконцерті».

В репертуарі — твори українських письменників-гумористів і сатириків.
В 1970–1990 був найкращим українським читцем гумору.
Нагороджений орденом «За заслуги» III ст. (10.1997).
Останніми роками він тяжко хворів, переніс інсульт, через проблеми з ногами (ліву паралізувало) був змушений залишити концертну діяльність. Помер він у лікарні «Феофанія» — рідні, залишивши батька й дідуся під опікою медиків, поїхали на море.